# Copa del Rey de fútbol 2003-04
La Copa del Rey de Fútbol 2003-04 fue la edición número 100 de dicha competición española. Se disputó con la participación de equipos de las divisiones Primera, Segunda, Segunda B y Tercera, excepto los equipos filiales de otros clubes aunque jueguen en dichas categorías.
El campeón fue el Real Zaragoza, por 6ª vez en su historia al vencer en la final disputada en el Estadio Olímpico Lluís Companys al Real Madrid CF por 2 goles a 3, en un partido muy igualado en el que se llegó a tablas en el marcador (2:2) al final de los 90 minutos reglamentarios y que se deshicieron en la prórroga con un gol de Luciano Galletti desde fuera del área en el minuto 5 de la segunda parte de la misma.

## Ronda previa

### Cuadro
| Equipo 1                      | Agr. | Equipo 2                         | Ida | Vuelta |
| ----------------------------- | ---- | -------------------------------- | --- | ------ |
| C. C. D. Cerceda              | 0-2  | Barakaldo C. F.                  | 0-0 | 0-2    |
| Caudal Deportivo              | 3-5  | Real Unión Club                  | 2-2 | 1-3    |
| Velarde C. F.                 | 0-3  | R. S. Gimnástica de Torrelavega  | 0-1 | 0-2    |
| Zalla U. C.                   | 1-6  | Pontevedra C. F.                 | 1-2 | 0-4    |
| U. D. Lanzarote               | 4-3  | C. D. Logroñés                   | 2-0 | 2-3    |
| Hellín Deportivo              | 0-5  | U. D. San Sebastián de los Reyes | 0-3 | 0-2    |
| U. D. Fraga                   | 1-4  | C. D. Mirandés                   | 1-3 | 0-1    |
| U. B. Conquense               | 2-1  | Burgos C. F.                     | 0-0 | 2-1    |
| Zamora C. F.                  | 5-2  | A. D. Alcorcón                   | 1-1 | 4-1    |
| C. F. Palencia                | 2-3  | Cultural D. Leonesa              | 1-1 | 1-2    |
| C. F. Badalona                | 3-3  | C. E. Sabadell F. C.             | 1-3 | 2-0    |
| Benidorm C. D.                | 2-3  | Alicante C. F.                   | 1-2 | 1-1    |
| C. F. Vilafranca              | 1-3  | Lorca Deportiva C. F.            | 0-0 | 1-3    |
| C. P. Granada 74              | 0-1  | C. P. Cacereño                   | 0-0 | 0-1    |
| C. D. Villanueva              | 1-2  | A. D. Ceuta                      | 0-1 | 1-1    |
| A. D. Cerro de Reyes Atlético | 3-1  | Universidad de L. P. G. C. C. F. | 2-1 | 1-0    |
| U. D. Vecindario              | 2-2  | C. F. Extremadura                | 1-0 | 1-2    |

### Partidos
| Ida; 27 de agosto de 2003 | C. C. D. Cerceda | 0-0 | Barakaldo C. F. |  |  |

| Vuelta; 10 de septiembre de 2003 | Barakaldo C. F. | 2-0 (Global 2-0) | C. C. D. Cerceda |  |  |

| Ida; 27 de agosto de 2003 | Caudal Deportivo | 2-2 | Real Unión Club |  |  |

| Vuelta; 10 de septiembre de 2003 | Real Unión Club | 3-1 (Global 5-3) | Caudal Deportivo |  |  |

| Ida; 27 de agosto de 2003 | Velarde C. F. | 0-1 | R. S. Gimnástica de Torrelavega |  |  |

| Vuelta; 10 de septiembre de 2003 | R. S. Gimnástica de Torrelavega | 2-0 (Global 3-0) | Velarde C. F. |  |  |

| Ida; 27 de agosto de 2003 | Zalla U. C. | 1-2 | Pontevedra C. F. |  |  |

| Vuelta; 10 de septiembre de 2003 | Pontevedra C. F. | 4-0 (Global 6-1) | Zalla U. C. |  |  |

| Ida; 27 de agosto de 2003 | U. D. Lanzarote | 2-0 | C. D. Logroñés |  |  |

| Vuelta; 10 de septiembre de 2003 | C. D. Logroñés | 3-2 (Global 3-4) | U. D. Lanzarote |  |  |

| Ida; 27 de agosto de 2003 | Hellín Deportivo | 0-3 | U. D. San Sebastián de los Reyes |  |  |

| Vuelta; 10 de septiembre de 2003 | U. D. San Sebastián de los Reyes | 2-0 (Global 5-0) | Hellín Deportivo |  |  |

| Ida; 27 de agosto de 2003 | U. D. Fraga | 1-3 | C. D. Mirandés |  |  |

| Vuelta; 10 de septiembre de 2003 | C. D. Mirandés | 1-0 (Global 4-1) | U. D. Fraga |  |  |

| Ida; 27 de agosto de 2003 | U. B. Conquense | 0-0 | Burgos C. F. |  |  |

| Vuelta; 10 de septiembre de 2003 | Burgos C. F. | 1-2 (Global 1-2) | U. B. Conquense |  |  |

| Ida; 26 de agosto de 2003 | Zamora C. F. | 1-1 | A. D. Alcorcón |  |  |

| Vuelta; 10 de septiembre de 2003 | A. D. Alcorcón | 1-4 (Global 2-5) | Zamora C. F. |  |  |

| Ida; 27 de agosto de 2003 | C. F. Palencia | 1-1 | Cultural D. Leonesa |  |  |

| Vuelta; 11 de septiembre de 2003 | Cultural D. Leonesa | 2-1 (Global 3-2) | C. F. Palencia |  |  |

| Ida; 27 de agosto de 2003 | C. F. Badalona | 1-3 | C. E. Sabadell F. C. |  |  |

| Vuelta; 10 de septiembre de 2003 | C. E. Sabadell F. C. | 0-2 (Global 3-3) | C. F. Badalona |  |  |

| Ida; 27 de agosto de 2003 | Benidorm C. D. | 1-2 | Alicante C. F. |  |  |

| Vuelta; 10 de septiembre de 2003 | Alicante C. F. | 1-1 (Global 3-2) | Benidorm C. D. |  |  |

| Ida; 24 de agosto de 2003 | C. F. Vilafranca | 0-0 | Lorca Deportiva C. F. |  |  |

| Vuelta; 10 de septiembre de 2003 | Lorca Deportiva C. F. | 3-1 (Global 3-1) | C. F. Vilafranca |  |  |

| Ida; 26 de agosto de 2003 | C. P. Granada 74 | 0-0 | C. P. Cacereño |  |  |

| Vuelta; 11 de septiembre de 2003 | C. P. Cacereño | 1-0 (Global 1-0) | C. P. Granada 74 |  |  |

| Ida; 26 de agosto de 2003 | C. D. Villanueva | 0-1 | A. D. Ceuta |  |  |

| Vuelta; 10 de septiembre de 2003 | A. D. Ceuta | 1-1 (Global 2-1) | C. D. Villanueva |  |  |

| Ida; 27 de agosto de 2003 | A. D. Cerro de Reyes Atlético | 2-1 | Universidad de L. P. G. C. C. F. |  |  |

| Vuelta; 10 de septiembre de 2003 | Universidad de L. P. G. C. C. F. | 0-1 (Global 1-3) | A. D. Cerro de Reyes Atlético |  |  |

| Ida; 27 de agosto de 2003 | U. D. Vecindario | 1-0 | C. F. Extremadura |  |  |

| Vuelta; 11 de septiembre de 2003 | C. F. Extremadura | 2-1 (Global 2-2) | U. D. Vecindario |  |  |

## Treintaidosavos de final
La eliminatoria se decidió a partido único, disputado el día 7 de octubre de 2003.
| Local                         | Resultado    | Visitante                |
| ----------------------------- | ------------ | ------------------------ |
| Elche CF                      | 2-3          | RCD Espanyol             |
| Getafe CF                     | 1-2          | CD Leganés               |
| Recreativo de Huelva          | 0-0 (p. 2-3) | UD Almería               |
| UD Las Palmas                 | 1-1 (p. 1-2) | Córdoba CF               |
| CD Numancia                   | 0-1          | CF Ciudad de Murcia      |
| UD Salamanca                  | 1-0          | Rayo Vallecano           |
| Real Sporting de Gijón        | 0-1          | Sociedad Deportiva Eibar |
| CD Tenerife                   | 0-1          | Cádiz CF                 |
| Tarrasa FC                    | 0-1          | Levante UD               |
| Racing de Ferrol              | 1-1 (p. 1-2) | Deportivo Alavés         |
| UD Lanzarote                  | 4-2          | Polideportivo Ejido      |
| UD Vecindario                 | 0-1          | Algeciras CF             |
| AD Cerro Reyes                | 1-7          | Sevilla FC               |
| UB Conquense                  | 2-3          | At. Madrid               |
| CP Cacereño                   | 1-2          | Xerez CD                 |
| Real Oviedo                   | 1-2          | Real Sociedad            |
| Zamora FC                     | 0-2          | Real Valladolid          |
| Alicante CF                   | 1-2          | Villarreal CF            |
| Club Deportivo Badajoz        | 1-4          | Real Betis               |
| Barakaldo CF                  | 0-1          | Racing de Santander      |
| CD Castellón                  | 1-3          | Valencia CF              |
| AD Ceuta                      | 0-1          | Málaga CF                |
| SD Compostela                 | 0-1          | Deportivo de La Coruña   |
| Gimnástica de Torrelavega     | 2-1          | Athletic Club            |
| Cultural Leonesa              | 1-0          | Albacete Balompié        |
| Lorca Deportiva CF            | 1-2          | Real Murcia              |
| CD Mirandés                   | 1-2          | Real Zaragoza            |
| Pontevedra CF                 | 1-1 (p. 4-5) | Celta de Vigo            |
| Real Unión                    | 0-2          | CA Osasuna               |
| CE Sabadell                   | 2-4          | Real Mallorca            |
| UD San Sebastián de los Reyes | 0-3          | Real Madrid CF           |
| UDA Gramenet                  | 0-1          | Fútbol Club Barcelona    |

## Dieciseisavos de final
Esta ronda fue a partido único, el día 17 de diciembre de 2003. En ella a los 32 equipos que superaron la fase anterior se enfrentaron entre sí. 
El sorteo se hizo de tal forma que los equipos de Segunda División, Segunda B y Tercera se enfrentaron a los equipos de Primera.
| Local                     | Resultado    | Visitante              |
| ------------------------- | ------------ | ---------------------- |
| Deportivo Alavés          | 2-1          | Real Sociedad          |
| UD Lanzarote              | 0-1          | Sevilla FC             |
| UD Almería                | 1-3          | Real Valladolid        |
| Cádiz CF                  | 1-2          | CA Osasuna             |
| Valencia CF               | 2-0          | Real Murcia            |
| CF Ciudad de Murcia       | 0-4          | Fútbol Club Barcelona  |
| Sociedad Deportiva Eibar  | 0-0 (p. 3-2) | Racing de Santander    |
| Gimnástica de Torrelavega | 1-2          | Deportivo de la Coruña |
| UD Salamanca              | 2-3          | Real Zaragoza          |
| Córdoba CF                | 1-3          | Real Betis             |
| Xerez CD                  | 0-1          | Málaga CF              |
| Levante UD                | 2-0          | Real Mallorca          |
| Algeciras CF              | 0-1          | Villarreal CF          |
| Cultural Leonesa          | 0-1          | At. Madrid             |
| Celta de Vigo             | 3-1          | RCD Espanyol           |
| CD Leganés                | 3-4          | Real Madrid CF         |

## Fase final (Cuadro)
La fase final consistió en 3 rondas eliminatorias a doble partido con sorteo puro entre los supervivientes de la ronda anterior. Los dos últimos contendientes jugaron la final en el Estadio Olímpico Lluís Companys (Barcelona) el 17 de marzo de 2004.
|  | Octavos de final                                                | Octavos de final                                                | Octavos de final                                                | Octavos de final                                                |   |             | Cuartos de final                                                 | Cuartos de final                                                 | Cuartos de final                                                 | Cuartos de final                                                 |  |             | Semifinales                                                        | Semifinales                                                        | Semifinales                                                        | Semifinales                                                        |  |             | Final                                                          | Final                                                          |  |
|  | 6 al 8 de enero de 2004 (ida) 13 y 15 de enero de 2004 (vuelta) | 6 al 8 de enero de 2004 (ida) 13 y 15 de enero de 2004 (vuelta) | 6 al 8 de enero de 2004 (ida) 13 y 15 de enero de 2004 (vuelta) | 6 al 8 de enero de 2004 (ida) 13 y 15 de enero de 2004 (vuelta) |   |             | 21 y 22 de enero de 2004 (ida) 28 y 29 de enero de 2004 (vuelta) | 21 y 22 de enero de 2004 (ida) 28 y 29 de enero de 2004 (vuelta) | 21 y 22 de enero de 2004 (ida) 28 y 29 de enero de 2004 (vuelta) | 21 y 22 de enero de 2004 (ida) 28 y 29 de enero de 2004 (vuelta) |  |             | 4 y 5 de febrero de 2004 (ida) 11 y 12 de febrero de 2004 (vuelta) | 4 y 5 de febrero de 2004 (ida) 11 y 12 de febrero de 2004 (vuelta) | 4 y 5 de febrero de 2004 (ida) 11 y 12 de febrero de 2004 (vuelta) | 4 y 5 de febrero de 2004 (ida) 11 y 12 de febrero de 2004 (vuelta) |  |             | 17 de marzo de 2004 Estadio Olímpico Lluís Companys, Barcelona | 17 de marzo de 2004 Estadio Olímpico Lluís Companys, Barcelona |  |
|  |                                                                 |                                                                 |                                                                 |                                                                 |   |             |                                                                  |                                                                  |                                                                  |                                                                  |  |             |                                                                    |                                                                    |                                                                    |                                                                    |  |             |                                                                |                                                                |  |
|  |                                                                 |                                                                 |                                                                 |                                                                 |   |             |                                                                  |                                                                  |                                                                  |                                                                  |  |             |                                                                    |                                                                    |                                                                    |                                                                    |  |             |                                                                |                                                                |  |
|  | Eibar                                                           | 1                                                               | 0                                                               | 1                                                               |   |             |                                                                  |                                                                  |                                                                  |                                                                  |  |             |                                                                    |                                                                    |                                                                    |                                                                    |  |             |                                                                |                                                                |  |
|  | Eibar                                                           | 1                                                               | 0                                                               | 1                                                               |   |             |                                                                  |                                                                  |                                                                  |                                                                  |  |             |                                                                    |                                                                    |                                                                    |                                                                    |  |             |                                                                |                                                                |  |
|  | Real Madrid                                                     | 1                                                               | 2                                                               | 3                                                               |   |             |                                                                  |                                                                  |                                                                  |                                                                  |  |             |                                                                    |                                                                    |                                                                    |                                                                    |  |             |                                                                |                                                                |  |
|  | Real Madrid                                                     | 1                                                               | 2                                                               | 3                                                               |   | Real Madrid | 3                                                                | 2                                                                | 5                                                                |                                                                  |  |             |                                                                    |                                                                    |                                                                    |                                                                    |  |             |                                                                |                                                                |  |
|  |                                                                 |                                                                 |                                                                 |                                                                 |   | Real Madrid | 3                                                                | 2                                                                | 5                                                                |                                                                  |  |             |                                                                    |                                                                    |                                                                    |                                                                    |  |             |                                                                |                                                                |  |
|  |                                                                 |                                                                 | Valencia                                                        | 0                                                               | 1 | 1           |                                                                  |                                                                  |                                                                  |                                                                  |  |             |                                                                    |                                                                    |                                                                    |                                                                    |  |             |                                                                |                                                                |  |
|  | Valencia                                                        | 2                                                               | Valencia                                                        | 0                                                               | 1 | 1           | 2                                                                | 4                                                                |                                                                  |                                                                  |  |             |                                                                    |                                                                    |                                                                    |                                                                    |  |             |                                                                |                                                                |  |
|  | Valencia                                                        | 2                                                               |                                                                 |                                                                 |   |             |                                                                  |                                                                  |                                                                  |                                                                  |  |             |                                                                    |                                                                    |                                                                    |                                                                    |  |             |                                                                |                                                                |  |
|  | Osasuna                                                         | 2                                                               | 0                                                               | 2                                                               |   |             |                                                                  |                                                                  |                                                                  |                                                                  |  |             |                                                                    |                                                                    |                                                                    |                                                                    |  |             |                                                                |                                                                |  |
|  | Osasuna                                                         | 2                                                               | 0                                                               | 2                                                               |   |             |                                                                  |                                                                  |                                                                  |                                                                  |  | Real Madrid | 2                                                                  | 0                                                                  | 2                                                                  |                                                                    |  |             |                                                                |                                                                |  |
|  |                                                                 |                                                                 |                                                                 |                                                                 |   |             |                                                                  |                                                                  |                                                                  |                                                                  |  | Real Madrid | 2                                                                  | 0                                                                  | 2                                                                  |                                                                    |  |             |                                                                |                                                                |  |
|  |                                                                 |                                                                 | Sevilla                                                         | 0                                                               | 1 | 1           |                                                                  |                                                                  |                                                                  |                                                                  |  |             |                                                                    |                                                                    |                                                                    |                                                                    |  |             |                                                                |                                                                |  |
|  | Villarreal                                                      | 1                                                               | Sevilla                                                         | 0                                                               | 1 | 1           | 2                                                                | 3                                                                |                                                                  |                                                                  |  |             |                                                                    |                                                                    |                                                                    |                                                                    |  |             |                                                                |                                                                |  |
|  | Villarreal                                                      | 1                                                               |                                                                 |                                                                 |   |             |                                                                  |                                                                  |                                                                  |                                                                  |  |             |                                                                    |                                                                    |                                                                    |                                                                    |  |             |                                                                |                                                                |  |
|  | Sevilla (v.)                                                    | 3                                                               | 0                                                               | 3                                                               |   |             |                                                                  |                                                                  |                                                                  |                                                                  |  |             |                                                                    |                                                                    |                                                                    |                                                                    |  |             |                                                                |                                                                |  |
|  | Sevilla (v.)                                                    | 3                                                               | 0                                                               | 3                                                               |   | Sevilla     | 4                                                                | 2                                                                | 6                                                                |                                                                  |  |             |                                                                    |                                                                    |                                                                    |                                                                    |  |             |                                                                |                                                                |  |
|  |                                                                 |                                                                 |                                                                 |                                                                 |   | Sevilla     | 4                                                                | 2                                                                | 6                                                                |                                                                  |  |             |                                                                    |                                                                    |                                                                    |                                                                    |  |             |                                                                |                                                                |  |
|  |                                                                 |                                                                 | Atlético de Madrid                                              | 0                                                               | 1 | 1           |                                                                  |                                                                  |                                                                  |                                                                  |  |             |                                                                    |                                                                    |                                                                    |                                                                    |  |             |                                                                |                                                                |  |
|  | Atlético de Madrid (v.)                                         | 0                                                               | Atlético de Madrid                                              | 0                                                               | 1 | 1           | 1                                                                | 1                                                                |                                                                  |                                                                  |  |             |                                                                    |                                                                    |                                                                    |                                                                    |  |             |                                                                |                                                                |  |
|  | Atlético de Madrid (v.)                                         | 0                                                               |                                                                 |                                                                 |   |             |                                                                  |                                                                  |                                                                  |                                                                  |  |             |                                                                    |                                                                    |                                                                    |                                                                    |  |             |                                                                |                                                                |  |
|  | Deportivo La Coruña                                             | 0                                                               | 1                                                               | 1                                                               |   |             |                                                                  |                                                                  |                                                                  |                                                                  |  |             |                                                                    |                                                                    |                                                                    |                                                                    |  |             |                                                                |                                                                |  |
|  | Deportivo La Coruña                                             | 0                                                               | 1                                                               | 1                                                               |   |             |                                                                  |                                                                  |                                                                  |                                                                  |  |             |                                                                    |                                                                    |                                                                    |                                                                    |  | Real Madrid | 2                                                              |                                                                |  |
|  |                                                                 |                                                                 |                                                                 |                                                                 |   |             |                                                                  |                                                                  |                                                                  |                                                                  |  |             |                                                                    |                                                                    |                                                                    |                                                                    |  | Real Madrid | 2                                                              |                                                                |  |
|  |                                                                 |                                                                 | Real Zaragoza (t. s.)                                           | 3                                                               |   |             |                                                                  |                                                                  |                                                                  |                                                                  |  |             |                                                                    |                                                                    |                                                                    |                                                                    |  |             |                                                                |                                                                |  |
|  | Alavés (v.)                                                     | 0                                                               | Real Zaragoza (t. s.)                                           | 3                                                               | 1 | 1           |                                                                  |                                                                  |                                                                  |                                                                  |  |             |                                                                    |                                                                    |                                                                    |                                                                    |  |             |                                                                |                                                                |  |
|  | Alavés (v.)                                                     | 0                                                               |                                                                 |                                                                 |   |             |                                                                  |                                                                  |                                                                  |                                                                  |  |             |                                                                    |                                                                    |                                                                    |                                                                    |  |             |                                                                |                                                                |  |
|  | Real Valladolid                                                 | 0                                                               | 1                                                               | 1                                                               |   |             |                                                                  |                                                                  |                                                                  |                                                                  |  |             |                                                                    |                                                                    |                                                                    |                                                                    |  |             |                                                                |                                                                |  |
|  | Real Valladolid                                                 | 0                                                               | 1                                                               | 1                                                               |   | Alavés      | 4                                                                | 0                                                                | 4                                                                |                                                                  |  |             |                                                                    |                                                                    |                                                                    |                                                                    |  |             |                                                                |                                                                |  |
|  |                                                                 |                                                                 |                                                                 |                                                                 |   | Alavés      | 4                                                                | 0                                                                | 4                                                                |                                                                  |  |             |                                                                    |                                                                    |                                                                    |                                                                    |  |             |                                                                |                                                                |  |
|  |                                                                 |                                                                 | Celta de Vigo                                                   | 2                                                               | 1 | 3           |                                                                  |                                                                  |                                                                  |                                                                  |  |             |                                                                    |                                                                    |                                                                    |                                                                    |  |             |                                                                |                                                                |  |
|  | Málaga                                                          | 0                                                               | Celta de Vigo                                                   | 2                                                               | 1 | 3           | 2                                                                | 2                                                                |                                                                  |                                                                  |  |             |                                                                    |                                                                    |                                                                    |                                                                    |  |             |                                                                |                                                                |  |
|  | Málaga                                                          | 0                                                               |                                                                 |                                                                 |   |             |                                                                  |                                                                  |                                                                  |                                                                  |  |             |                                                                    |                                                                    |                                                                    |                                                                    |  |             |                                                                |                                                                |  |
|  | Celta de Vigo                                                   | 1                                                               | 2                                                               | 3                                                               |   |             |                                                                  |                                                                  |                                                                  |                                                                  |  |             |                                                                    |                                                                    |                                                                    |                                                                    |  |             |                                                                |                                                                |  |
|  | Celta de Vigo                                                   | 1                                                               | 2                                                               | 3                                                               |   |             |                                                                  |                                                                  |                                                                  |                                                                  |  | Alavés      | 1                                                                  | 0                                                                  | 1                                                                  |                                                                    |  |             |                                                                |                                                                |  |
|  |                                                                 |                                                                 |                                                                 |                                                                 |   |             |                                                                  |                                                                  |                                                                  |                                                                  |  | Alavés      | 1                                                                  | 0                                                                  | 1                                                                  |                                                                    |  |             |                                                                |                                                                |  |
|  |                                                                 |                                                                 | Real Zaragoza (v.)                                              | 1                                                               | 0 | 1           |                                                                  |                                                                  |                                                                  |                                                                  |  |             |                                                                    |                                                                    |                                                                    |                                                                    |  |             |                                                                |                                                                |  |
|  | Levante                                                         | 1                                                               | Real Zaragoza (v.)                                              | 1                                                               | 0 | 1           | 1                                                                | 2                                                                |                                                                  |                                                                  |  |             |                                                                    |                                                                    |                                                                    |                                                                    |  |             |                                                                |                                                                |  |
|  | Levante                                                         | 1                                                               |                                                                 |                                                                 |   |             |                                                                  |                                                                  |                                                                  |                                                                  |  |             |                                                                    |                                                                    |                                                                    |                                                                    |  |             |                                                                |                                                                |  |
|  | Barcelona                                                       | 0                                                               | 3                                                               | 3                                                               |   |             |                                                                  |                                                                  |                                                                  |                                                                  |  |             |                                                                    |                                                                    |                                                                    |                                                                    |  |             |                                                                |                                                                |  |
|  | Barcelona                                                       | 0                                                               | 3                                                               | 3                                                               |   | Barcelona   | 1                                                                | 0                                                                | 1                                                                |                                                                  |  |             |                                                                    |                                                                    |                                                                    |                                                                    |  |             |                                                                |                                                                |  |
|  |                                                                 |                                                                 |                                                                 |                                                                 |   | Barcelona   | 1                                                                | 0                                                                | 1                                                                |                                                                  |  |             |                                                                    |                                                                    |                                                                    |                                                                    |  |             |                                                                |                                                                |  |
|  |                                                                 |                                                                 | Real Zaragoza                                                   | 1                                                               | 1 | 2           |                                                                  |                                                                  |                                                                  |                                                                  |  |             |                                                                    |                                                                    |                                                                    |                                                                    |  |             |                                                                |                                                                |  |
|  | Real Zaragoza                                                   | 3                                                               | Real Zaragoza                                                   | 1                                                               | 1 | 2           | 1                                                                | 4                                                                |                                                                  |                                                                  |  |             |                                                                    |                                                                    |                                                                    |                                                                    |  |             |                                                                |                                                                |  |
|  | Real Zaragoza                                                   | 3                                                               |                                                                 |                                                                 |   |             |                                                                  |                                                                  |                                                                  |                                                                  |  |             |                                                                    |                                                                    |                                                                    |                                                                    |  |             |                                                                |                                                                |  |
|  | Real Betis                                                      | 1                                                               | 1                                                               | 2                                                               |   |             |                                                                  |                                                                  |                                                                  |                                                                  |  |             |                                                                    |                                                                    |                                                                    |                                                                    |  |             |                                                                |                                                                |  |
|  | Real Betis                                                      | 1                                                               | 1                                                               | 2                                                               |   |             |                                                                  |                                                                  |                                                                  |                                                                  |  |             |                                                                    |                                                                    |                                                                    |                                                                    |  |             |                                                                |                                                                |  |
|  |                                                                 |                                                                 |                                                                 |                                                                 |   |             |                                                                  |                                                                  |                                                                  |                                                                  |  |             |                                                                    |                                                                    |                                                                    |                                                                    |  |             |                                                                |                                                                |  |

## Final
| 25 | POR | César Sánchez   |     |
| 15 | DEF | Raul Bravo      |     |
| 3  | DEF | Roberto Carlos  |     |
| 2  | DEF | Michel Salgado  |     |
| 6  | DEF | Iván Helguera   |     |
| 23 | MED | David Beckham   |     |
| 21 | MED | Santiago Solari | 83' |
| 10 | MED | Luís Figo       |     |
| 14 | MED | Guti            |     |
| 5  | MED | Zinedine Zidane |     |
| 7  | DEL | Raúl González   |     |
| DT | DT  | Carlos Queiroz  |     |

| 1  | POR | César Lainez         |     |  |
| 5  | DEF | Álvaro Maior         |     |  |
| 4  | DEF | Luis Carlos Cuartero |     |  |
| 6  | DEF | Gabriel Milito       |     |  |
| 12 | DEF | Delio Toledo         |     |  |
| 14 | MED | Leonardo Ponzio      | 69' |  |
| 17 | MED | José María Movilla   |     |  |
| 8  | MED | Cani                 |     |  |
| 10 | MED | Savio Bortolini      | 95' |  |
| 23 | MED | Dani                 | 60' |  |
| 20 | DEL | David Villa          |     |  |
| DT | DT  | Víctor Muñoz         |     |  |

| 11 | DEL | Javier García Portillo | 83' |

| 7  | MED | Luciano Galletti | 60' |
| 27 | MED | David Generelo   | 69' |
| 29 | DEL | Juanele          | 95' |

|  | 23' | David Beckham  | 1-0 |
|  | 47' | Roberto Carlos | 2-2 |

|                 | 28'  | Dani             | 1-1 |
| Anotado · Penal | 44'  | David Villa      | 1-2 |
|                 | 110' | Luciano Galletti | 2-3 |

|  | 8'   | Michel Salgado  |
|  | 44'  | José María Guti |
|  | 56'  | Luís Figo       |
|  | 81'  | Santiago Solari |
|  | 90'  | Raul Bravo      |
|  | 117' | Zinedine Zidane |
|  | 95'  | José María Guti |

|  | 38'  | Gabriel Milito  |
|  | 40'  | Álvaro Maior    |
|  | 65'  | Ruben Cani      |
|  | 69'  | David Villa     |
|  | 74'  | Luicano Galleti |
|  | 99'  | Juanele         |
|  | 113' | César Lainez    |
|  | 67'  | Ruben Cani      |

| Árbitro             | Fernando Carmona Méndez      |
| Árbitros asistentes | Salvador Chirino Rivera      |
| Árbitros asistentes | Victoriano Giráldez Carrasco |
| Cuarto Árbitro      | Luis Medina Cantalejo        |
| Reporte             |                              |

| 25 | POR | César Sánchez   |     |
| 15 | DEF | Raul Bravo      |     |
| 3  | DEF | Roberto Carlos  |     |
| 2  | DEF | Michel Salgado  |     |
| 6  | DEF | Iván Helguera   |     |
| 23 | MED | David Beckham   |     |
| 21 | MED | Santiago Solari | 83' |
| 10 | MED | Luís Figo       |     |
| 14 | MED | Guti            |     |
| 5  | MED | Zinedine Zidane |     |
| 7  | DEL | Raúl González   |     |
| DT | DT  | Carlos Queiroz  |     |

| 1  | POR | César Lainez         |     |  |
| 5  | DEF | Álvaro Maior         |     |  |
| 4  | DEF | Luis Carlos Cuartero |     |  |
| 6  | DEF | Gabriel Milito       |     |  |
| 12 | DEF | Delio Toledo         |     |  |
| 14 | MED | Leonardo Ponzio      | 69' |  |
| 17 | MED | José María Movilla   |     |  |
| 8  | MED | Cani                 |     |  |
| 10 | MED | Savio Bortolini      | 95' |  |
| 23 | MED | Dani                 | 60' |  |
| 20 | DEL | David Villa          |     |  |
| DT | DT  | Víctor Muñoz         |     |  |

| 11 | DEL | Javier García Portillo | 83' |

| 7  | MED | Luciano Galletti | 60' |
| 27 | MED | David Generelo   | 69' |
| 29 | DEL | Juanele          | 95' |

|  | 23' | David Beckham  | 1-0 |
|  | 47' | Roberto Carlos | 2-2 |

|                 | 28'  | Dani             | 1-1 |
| Anotado · Penal | 44'  | David Villa      | 1-2 |
|                 | 110' | Luciano Galletti | 2-3 |

|  | 8'   | Michel Salgado  |
|  | 44'  | José María Guti |
|  | 56'  | Luís Figo       |
|  | 81'  | Santiago Solari |
|  | 90'  | Raul Bravo      |
|  | 117' | Zinedine Zidane |
|  | 95'  | José María Guti |

|  | 38'  | Gabriel Milito  |
|  | 40'  | Álvaro Maior    |
|  | 65'  | Ruben Cani      |
|  | 69'  | David Villa     |
|  | 74'  | Luicano Galleti |
|  | 99'  | Juanele         |
|  | 113' | César Lainez    |
|  | 67'  | Ruben Cani      |

| Árbitro             | Fernando Carmona Méndez      |
| Árbitros asistentes | Salvador Chirino Rivera      |
| Árbitros asistentes | Victoriano Giráldez Carrasco |
| Cuarto Árbitro      | Luis Medina Cantalejo        |
| Reporte             |                              |

|                       |
|                       |
| Campeón Real Zaragoza |
| 6º título             |